# 롯카쇼무라 우라늄 농축공장
롯카쇼무라 우라늄 농축공장은 일본 롯카쇼촌에 위치한 우라늄 농축 공장이다.

## 역사
미국은 북한이 파키스탄의 P2 원심분리기를 제작한 것으로 추정하지만, 2010년 북한은 P2가 아니라 롯카쇼무라라고 밝혔다. 만약 사실이라면 P2 보다 농축 성능이 몇배 뛰어나다. HEU 핵폭탄 한개를 만들기 위해서는 1년간 P1형 원심분리기를 2천500∼3천개 가동해야하고 P2형의 경우 1천∼1천200개의 원심분리기가 필요하지만 로카쇼무라 원심분리기는 수백개만 갖고도 가능하다는 게 전문가들의 분석이다.
2013년 일본원연은 롯카쇼무라의 우라늄 농축시설의 원심분리기를 신형으로 교체하기로 했다고 밝혔다. 신형 원심분리기는 기존 원심분리기보다 처리 능력이 4~5배 정도 뛰어나다.

## 같이 보기
- 롯카쇼 핵재처리장